# میدان نفتی سروش

سکوی نفتی سروش

میدان نفتی سروش از میدان‌های نفتی ایران در خلیج فارس است، که در استان بوشهر و در ۸۳ کیلومتری جنوب غربی جزیره خارگ، قرار دارد. میدان سروش در سال ۱۹۶۲ میلادی کشف شد و با حفر اولین چاه با تولید روزانه حداکثر ۱۴ هزار بشکه نفت از لایه کژدمی، به مرحله بهره‌برداری رسید. میدان نفتی سروش در طول جنگ ایران و عراق بشدت آسیب دید و به دلیل خسارات وارده، تولید نفت از این میدان متوقف گردید. پروژه توسعه و نوسازی این میدان در اواخر سال ۱۳۷۸ آغاز شد و در اواخر سال ۱۳۸۰ با تولید اولیه ۱۰۰٫۰۰۰ بشکه در روز آغاز گردید. از سال ۱۳۸۴ بتدریج تولید میدان سروش نیز همانند اغلب میادین نفتی کشور، سیر نزولی به خود گرفت و تا سال ۱۳۸۸ به ۹۰ هزار بشکه کاهش پیدا کرد. 
این میدان در فاصله ۱۱۰ کیلومتری از منطقه بهرگان واقع شده‌است. مساحت تقریبی میدان سروش در حدود ۲۶۰ کیلومتر مربع می‌باشد و با بیش از ۱۵ میلیارد بشکه نفت درجای اولیه، از میدان‌های بزرگ نفتی غرب خلیج فارس بشمار می‌آید. میدان نفتی سروش از میادین نفتی تحت مدیریت شرکت نفت فلات قاره ایران می‌باشد.

## خسارات در زمان جنگ
- تأسیسات این میدان در طول سال ۱۳۶۱ بارها مورد حمله موشکی قرار گرفت که با تلاش پیگیر کارکنان  از بروز هرگونه نشت نفت از چاه‌ها یا آتش‌سوزی جلوگیری شد و قسمت‌های صدمه‌دیده تا حدی ترمیم و مرمت شدند.
- پس از دو بار حمله شدیدی که در سال ۱۳۶۲ روی تأسیسات بهره‌برداری و سکوی چاه‌های سروش صورت گرفت، این تأسیسات به‌تقریب غیرقابل استفاده شد و نیاز به تعمیرات اساسی و تعویض بسیاری از تجهیزات پیدا کرد.
- تأسیسات بهره‌برداری دریا و سکوی اصلی چاه‌های میدان سروش که روی بارج پاسارگاد قرار داشت، پس از حمله دشمن در سال ۱۳۶۲ غیرقابل استفاده شد.
- بارج پاسارگاد، چاه‌های سروش و کل تأسیسات این میدان در حملات  ۱۰۰ درصد تخریب و سبب آتش گرفتن چاه‌ها، فوران نفت، غرق شدن سکوهای چاه و توقف تولید این میدان شد.